# Rajmund Wincenty Vargas González
Rajmund Wincenty Vargas González, hiszp. Ramón Vicente Vargas González (ur. 22 stycznia 1905 w Ahualulco, zm. 1 kwietnia 1927 w Guadalajarze) – meksykański męczennik chrześcijański i błogosławiony Kościoła katolickiego.

## Życiorys
Jego bratem był bł. Jerzy Rajmund Vargas González. Rajmund wstąpił do Katolickiego Stowarzyszenia Młodzieży ACJM. Wkrótce został zamordowany wraz z bratem 1 kwietnia 1927 roku.
Ich beatyfikacji dokonał papież Benedykt XVI 20 listopada 2005 roku w grupie trzynastu męczenników meksykańskich.